# Ivan Ivančić
Ivan Ivančić (ur. 16 grudnia 1937 w Grabovicy, zm. 28 sierpnia 2014 w Zagrzebiu) – chorwacki lekkoatleta, specjalista pchnięcia kulą, później trener lekkoatletyczny. W czasie swojej kariery reprezentował Jugosławię.
Zajął 7. miejsce w pchnięciu kulą na europejskich igrzyskach halowych w 1969 w Belgradzie i także 7. miejsce w tej konkurencji na halowych mistrzostwach Europy w 1970 w Wiedniu. Odpadł w kwalifikacjach na mistrzostwach Europy w 1971 w Helsinkach. Zajął 4. miejsce w pchnięciu kulą na igrzyskach śródziemnomorskich w 1971 w Izmirze oraz 9. miejsce w tej konkurencji na halowych mistrzostwach Europy w 1972 w Grenoble. Odpadł w kwalifikacjach na igrzyskach olimpijskich w 1972 w Monachium.
Zwyciężył w pchnięciu kulą na igrzyskach śródziemnomorskich w 1975 w Algierze. Na igrzyskach olimpijskich w 1976 w Montrealu ponownie odpadł w kwalifikacjach. Zdobył brązowy medal na igrzyskach śródziemnomorskich w 1979 w Splicie.
Zdobył brązowy medal w pchnięciu kulą na halowych mistrzostwach Europy w 1980 w Sindelfingen, ulegając jedynie swemu koledze z reprezentacji Jugosławii Zlatanowi Saračeviciowi i Jaromírowi Vlkowi z Czechosłowacji. Ponownie wywalczył brązowy medal na halowych mistrzostwach Europy w 1983 w Budapeszcie, za zawodnikami radzieckimi Jānisem Bojārsem i Aleksandrem Barysznikowem. W wieku 45 lat zakwalifikował się do finału pchnięcia kulą na mistrzostwach świata w 1983 w Helsinkach, w którym zajął 12. miejsce. Zajął 9. miejsce na halowych mistrzostwach Europy w 1984 w Göteborgu.
Zwyciężał w pchnięciu kulą na mistrzostwach krajów bałkańskich w 1970, 1971 i 1972.
Ivančić był mistrzem Jugosławii w pchnięciu kulą w latach 1970–1975 i 1977. Sześciokrotnie poprawiał rekord Jugosławii w tej konkurencji doprowadzając go do wyniku 19,86 m, uzyskanego 1 maja 1976 w Splicie. Jego rekord życiowy na otwartym stadionie wynosił 20,99 m (osiągnięty 31 sierpnia 1983 w Koblencji), a w hali 20,40 m (20 lutego 1983 w Budapeszcie).
Później pracował jako trener lekkoatletyczny. Jego najbardziej znaną wychowanką była Sandra Perković, dwukrotna mistrzyni olimpijska w rzucie dyskiem.